# Джим Фурнелл
Джим Фурнелл (англ. Jim Furnell, нар. 23 листопада 1937, Клітеро) — англійський футболіст, що грав на позиції воротаря.
Виступав, зокрема, за клуби «Бернлі» та «Арсенал».

## Ігрова кар'єра
У дорослому футболі дебютував 1954 року виступами за команду «Бернлі», в якій провів вісім сезонів, взявши участь у 2 матчах чемпіонату. 
Протягом 1962—1963 років захищав кольори клубу «Ліверпуль».
Своєю грою за останню команду привернув увагу представників тренерського штабу клубу «Арсенал», до складу якого приєднався 1963 року. Відіграв за «канонірів» наступні п'ять сезонів своєї ігрової кар'єри. Більшість часу, проведеного у складі лондонського «Арсенала», був основним голкіпером команди.
Протягом 1968—1970 років захищав кольори клубу «Ротергем Юнайтед».
Завершив ігрову кар'єру у команді «Плімут», за яку виступав протягом 1970—1976 років.